# フレアパンティ
フレアパンティ（英語: Flare Panties) とは、女性用のランジェリーの一種で、フレアショーツ（英語: Flare Shorts）やタップパンツと同意語に扱われる。裾にフレア・ディテールを用いたランジェリーで、スカートの滑りをよくするとともにスカートのシルエット形成目的で使用される。
フレアパンティは、ショートパンツタイプのゆったりとした形状になっており、裾広がり形のシンプルなデザインから裾にレースをあしらった女性らしい装飾的なデザインまで、さまざまな種類がある。スカートやキュロットスカートを着用するときにキャミソールと組み合わせて使用し、アウターウェアで皮膚がすれたり、アウターウェアが汗で汚れたりするのを防ぐ機能がある。